# Copa Roca de 1945
A Copa Roca de 1945 foi um torneio de futebol amistoso disputado entre a Seleção Brasileira e a Seleção Argentina, entre os dias de 16 de dezembro e 23 de dezembro de 1945.
A Argentina reclamou do clima de guerra que teria sido armado pelo Brasil. Segundo Guillermo Stábile, técnico argentino, “As duas partidas realizadas no Rio de Janeiro foram cercadas por um ambiente que nos era estranho, completamente desconhecido e que afetou parcialmente seus resultados. A explosão incessante de fogos de artifício em enormes quantidades, com uma fragilidade indescritível, embora não tenham sido eles que depositaram seis vezes a bola na baliza de Vacca, cercou aqueles jogos com um ambiente totalmente novo para nós."  De acordo com Mário Filho foi uma das grandes vitórias do futebol brasileiro. 
O torneio teria repercussão nas edições seguintes da Copa América. Com o Brasil alegando que a Argentina teria criado um conflito premeditado no Campeonato Sul-Americano de Futebol de 1946, e o Brasil boicotado o Campeonato Sul-Americano de Futebol de 1947.

## Regulamento
O regulamento previsa que as duas seleções se enfrentariam em solo brasileiro em dois jogos. Ao final dos dois confrontos, quem somasse o maior número de pontos seria o campeão. Caso ao final da segunda partida as equipes estivessem empatadas, independente de saldo de gols, seria realizada uma terceira partida.

## Os Jogos
Os argentinos venceram a primeira partida disputada no Pacaembu por 4 x 3. O primeiro gol saiu em jogada de Labruna para Pedernera, que passou por Procopio e Domingos da Guia, para abrir o escore. Pressionado por Leonidas, Salomon tentou recuar apara Vacca e acabou marcando contra. 1x1. Boyé arriscou de longe e numa falha de Barbosa fez 2 a 1. Ademir serviu Zizinho, que driblou duas vezes Peruca, para empatar o jogo. 2 a 2. Jogada de Leonidas para Ademir virar. 3 a 2. Jogada de Tesourinha para Leonidas fazer o quarto, mas o juiz assinalou impedimento. Sued aproveitou furada de Procopio para empatar o jogo. 3 a 3. Labruna em jogada individual marcou o quarto dos argentinos aos 24 minutos do segundo tempo. Fonda foi expulso aos 28 minutos e a Argentina jogou com dez jogadores. Os brasileiros dominaram os últimos minutos, mas não conseguiram empatar. Placar final: 4 a 3 Argentina. A crítica do jornal A Noite criticou a substituição de Zizinho por Lélé como "inexplicável" e a entrada tardia de Jair da Rosa Pinto. Além de destacar que os goleiros falharam nos gols, Ruy foi o mais discreto do Brasil, e Leonidas e Domingos da Guia, os dois melhores. 
O Brasil teve uma atuação de gala na segunda partida. O Brasil começou arrasador. Pênalti em Leonidas que Zizinho desperdiça em defesa de Vacca. Zizinho passa a Leonidas que chuta no travessão. Passe de Chico e Ademir coloca no poste. Mas é a Argentina que abre o marcador, em penalti de Procópio em Sued, que Pedernera não desperdiça. 0 a 1. Cruzamento de Lima e Ademir empata. 1 a 1. Ademir sofre penalti e Leonidas desempata. 2 a 1. No segundo tempo, Martino em chute despretensioso iguala o marcador. 2 a 2. Zizinho serve Chico que faz o terceiro. 3 a 2. Heleno entrega a Zizinho. 4 a 2. Chico passa a Heleno. 5 a 2. Heleno entrega a Ademir finalizar o placar. 6 a 2. O Jornal dos Sports elogiou as combinações ofensivas de Leonidas, Ademir e Zizinho. E enalteceu que o time todo esteve bem. O técnico argentino acusou a torcida brasileira de fazer um clima de guerra durante o jogo. Foi a maior derrota da seleção argentina até então.  Em entrevista para a Revista Placar em 1978, Ángel Labruna recordou que a goleada serviu da motivação para o jogo decisivo do Campeonato Sul-Americano de Futebol de 1946: "Nesse dia, o Chico, um tipo atropelador, ponta esquerda muito fogoso, fez carga no nosso goleiro e tivemos que substituí-lo. Não vou dizer que isso provocou a goleada, mas sei que aquilo ficou na nossa garganta.".
No jogo desempate, nova vitória do Brasil. O primeiro tempo foi de domínio brasileiro, mas o segundo houve absoluto equilíbrio. Chico bateu corner e Heleno abriu o marcador. Salvini empatou em jogada de Pontini. 1 a 1. Ademir cruzou, Leonidas fez um drible de corpo e deixou a Lima fazer 2 a 1. Leonidas cruzou e Fonda mandou para a redes contra. 3 a 1. O Jornal dos Sports destacou que a vitória foi contra a "Fina flor" do football argentino. O jornal A Noite destacou o goleiro Ogando como o melhor da seleção argentina.  Os argentinos admitiram a superioridade dos brasileiros, mas lamentaram as lesões de José Salomón, após a primeira partida, e Norberto Méndez. 

## Jogo de ida
| 16 de dezembro | Brasil                                | 3 – 4 | Argentina                                         | Pacaembu, São Paulo                                            |
|                | Salomón 9' · Zizinho 43' · Ademir 55' |       | Pedernera 14' · Boyé 39' · Sued 62' · Labruna 64' | Público: 59 991 Renda: Cr$ 769.226,00 Árbitro: SC Mário Vianna |

| BRASIL:      |  |  |                   |          |
|              |  |  |                   |          |
| G            |  |  | Barbosa           | Oberdan' |
| Z            |  |  | Rui               |          |
| Z            |  |  | Domingos da Guia  |          |
| Z            |  |  | Norival           |          |
| M            |  |  | Zezé Procópio     |          |
| M            |  |  | Jaime de Almeida  |          |
| M            |  |  | Zizinho           | Lelé'    |
| A            |  |  | Tesourinha        |          |
| A            |  |  | Leônidas da Silva |          |
| A            |  |  | Ademir Menezes    |          |
| A            |  |  | Chico             | Jair'    |
| Reservas:    |  |  |                   |          |
| G            |  |  | Oberdan           | Barbosa' |
| A            |  |  | Lelé              | Zizinho' |
| M            |  |  | Jair Rosa Pinto   | Chico'   |
| Técnico:     |  |  |                   |          |
| Flávio Costa |  |  |                   |          |

| ARGENTINA:        |  |  |                 |                  |
|                   |  |  |                 |                  |
| G                 |  |  | Claudio Vacca   |                  |
| LD                |  |  | José Salomón    |                  |
| Z                 |  |  | Sobrero         |                  |
| Z                 |  |  | Carlos Sosa     | Fonda'           |
| Z                 |  |  | Perucca         |                  |
| LE                |  |  | José Ramos      |                  |
| A                 |  |  | Mario Boyé      |                  |
| M                 |  |  | Norberto Méndez | Juan Salvini'    |
| A                 |  |  | Pedernera       |                  |
| A                 |  |  | Ángel Labruna   |                  |
| A                 |  |  | Ezra Sued       |                  |
| Reservas:         |  |  |                 |                  |
| Z                 |  |  | Fonda           | Carlos Sosa'     |
| M                 |  |  | Juan Salvini    | Norberto Méndez' |
| Técnico:          |  |  |                 |                  |
| Guillermo Stábile |  |  |                 |                  |

## Segundo Jogo
| 20 de dezembro | Brasil                                                                       | 6 – 2 | Argentina                   | São Januário, Rio de Janeiro                                   |
|                | Ademir 34', 84' · Leônidas 39' (pen.) · Zizinho 64' · Chico 75' · Heleno 82' |       | Pedernera 30' · Martino 46' | Público: 30 555 Renda: Cr$ 591.210,00 Árbitro: SC Mário Vianna |

| BRASIL:      |  |  |                   |               |
|              |  |  |                   |               |
| G            |  |  | Ary               |               |
| Z            |  |  | Rui               |               |
| Z            |  |  | Domingos da Guia  |               |
| Z            |  |  | Norival           |               |
| M            |  |  | Zezé Procópio     |               |
| M            |  |  | Jaime de Almeida  |               |
| M            |  |  | Zizinho           |               |
| A            |  |  | Lima              | Heleno'       |
| A            |  |  | Leônidas da Silva |               |
| A            |  |  | Ademir Menezes    |               |
| A            |  |  | Chico             |               |
| Reservas:    |  |  |                   |               |
| A            |  |  | Heleno de Freitas | Eduardo Lima' |
| Técnico:     |  |  |                   |               |
| Flávio Costa |  |  |                   |               |

| ARGENTINA:        |  |  |                 |              |
|                   |  |  |                 |              |
| G                 |  |  | Claudio Vacca   |              |
| LD                |  |  | José Marante    |              |
| Z                 |  |  | Sobrero         |              |
| Z                 |  |  | Carlos Sosa     | Fonda'       |
| Z                 |  |  | Perucca         |              |
| LE                |  |  | José Ramos      | Batagliero'  |
| A                 |  |  | Mario Boyé      |              |
| A                 |  |  | René Pontoni    |              |
| A                 |  |  | Pedernera       |              |
| A                 |  |  | Rinaldo Martino | Labruna'     |
| A                 |  |  | Ezra Sued       |              |
| Reservas:         |  |  |                 |              |
| Z                 |  |  | Fonda           | Carlos Sosa' |
| A                 |  |  | Ángel Labruna   | Martino'     |
| LE                |  |  | José Batagliero | Ramos'       |
| Técnico:          |  |  |                 |              |
| Guillermo Stábile |  |  |                 |              |

## Terceiro jogo
| 23 de dezembro | Brasil                            | 3 – 1 | Argentina   | São Januário, Rio de Janeiro                                   |
|                | Heleno 14' · Lima 40' · Fonda 43' |       | Martino 45' | Público: 25 748 Renda: Cr$ 541.290,00 Árbitro: SC Mário Vianna |

| BRASIL:      |  |  |                   |           |
|              |  |  |                   |           |
| G            |  |  | Ary               |           |
| Z            |  |  | Rui               |           |
| Z            |  |  | Domingos da Guia  | Newton'   |
| Z            |  |  | Norival           |           |
| M            |  |  | Zezé Procópio     |           |
| M            |  |  | Jaime de Almeida  |           |
| M            |  |  | Zizinho           |           |
| A            |  |  | Lima              |           |
| A            |  |  | Heleno de Freitas | Leônidas' |
| A            |  |  | Ademir Menezes    |           |
| A            |  |  | Chico             |           |
| Reservas:    |  |  |                   |           |
| A            |  |  | Leônidas da Silva | Heleno'   |
| Z            |  |  | Newton Canegal    | Domingos' |
| Técnico:     |  |  |                   |           |
| Flávio Costa |  |  |                   |           |

| ARGENTINA:        |  |  |                 |             |
|                   |  |  |                 |             |
| G                 |  |  | Gabriel Ogando  |             |
| LD                |  |  | José Salomón    |             |
| Z                 |  |  | Jorge Alberti   |             |
| Z                 |  |  | Fonda           |             |
| LE                |  |  | José Batagliero | Ramos'      |
| M                 |  |  | León Strembel   | Perucca'    |
| A                 |  |  | Juan Salvini    |             |
| A                 |  |  | Ángel Labruna   |             |
| A                 |  |  | Pedernera       | Pontoni'    |
| A                 |  |  | Rinaldo Martino |             |
| A                 |  |  | Ezra Sued       |             |
| Reservas:         |  |  |                 |             |
| Z                 |  |  | Perucca         | Strembel'   |
| A                 |  |  | René Pontoni    | Pedernera'  |
| LE                |  |  | José Ramos      | Batagliero' |
| Técnico:          |  |  |                 |             |
| Guillermo Stábile |  |  |                 |             |